# شهرستان رووزباد (مونتانا)
شهرستان رووزباد، مونتانا (به انگلیسی: Rosebud County, Montana) یک سکونتگاه مسکونی در ایالات متحده آمریکا است که در ایالت مونتانا واقع شده‌است.

## خصوصیات
شهرستان رووزباد ۱۳٬۰۱۹٫۹۴ کیلومترمربع مساحت دارد.